# Szobafikusz
A szobafikusz (Ficus elastica) a rózsavirágúak (Rosales) rendjébe és az eperfafélék (Moraceae) családjába tartozó faj.

## Előfordulása
A szobafikusz eredeti előfordulási területe Ázsia déli és délkeleti részei, például: India északkeleti része, Nepál, Bhután, a kínai Jünnan tartomány, Malajzia, Mianmar és Indonézia. Srí Lankára, a Karib-térségbe és az Amerikai Egyesült Államokbeli Floridába betelepítették. Továbbá a Föld számos részén dísznövényként termesztik. Indiában egy bennszülött nép, ennek a fajnak a gyökereiből készíti az „élő hidakat”.

## Megjelenése
A banyán-csoport egyik hatalmas méretű képviselője; általában 30-40 méter magasra nő meg, de ritkán elérheti a 60 méteres magasságot is. Törzsének átmérője 2 méter is lehet. A gyökerei a törzs oldalából nőnek ki és nem ásódnak mélyre a talajban; ily módon nagyobb stabilitást biztosítva a fának. Levelei fényesek, nagyok és oválisak; 10-35 centiméter hosszúak és 5-15 centiméter szélesek. A fiatalabb példányok levelei nagyobbak, mint az idősebb fáké; néha 45 centiméter hosszú is lehet. A termése kis, 1 centiméteres sárgászöld fügetermés. Csak ott terem, ahol a Chalcidoidea öregcsaládbeli darazsak jelen vannak, hiszen csak ezek végzik el a megporzását.

## Képek

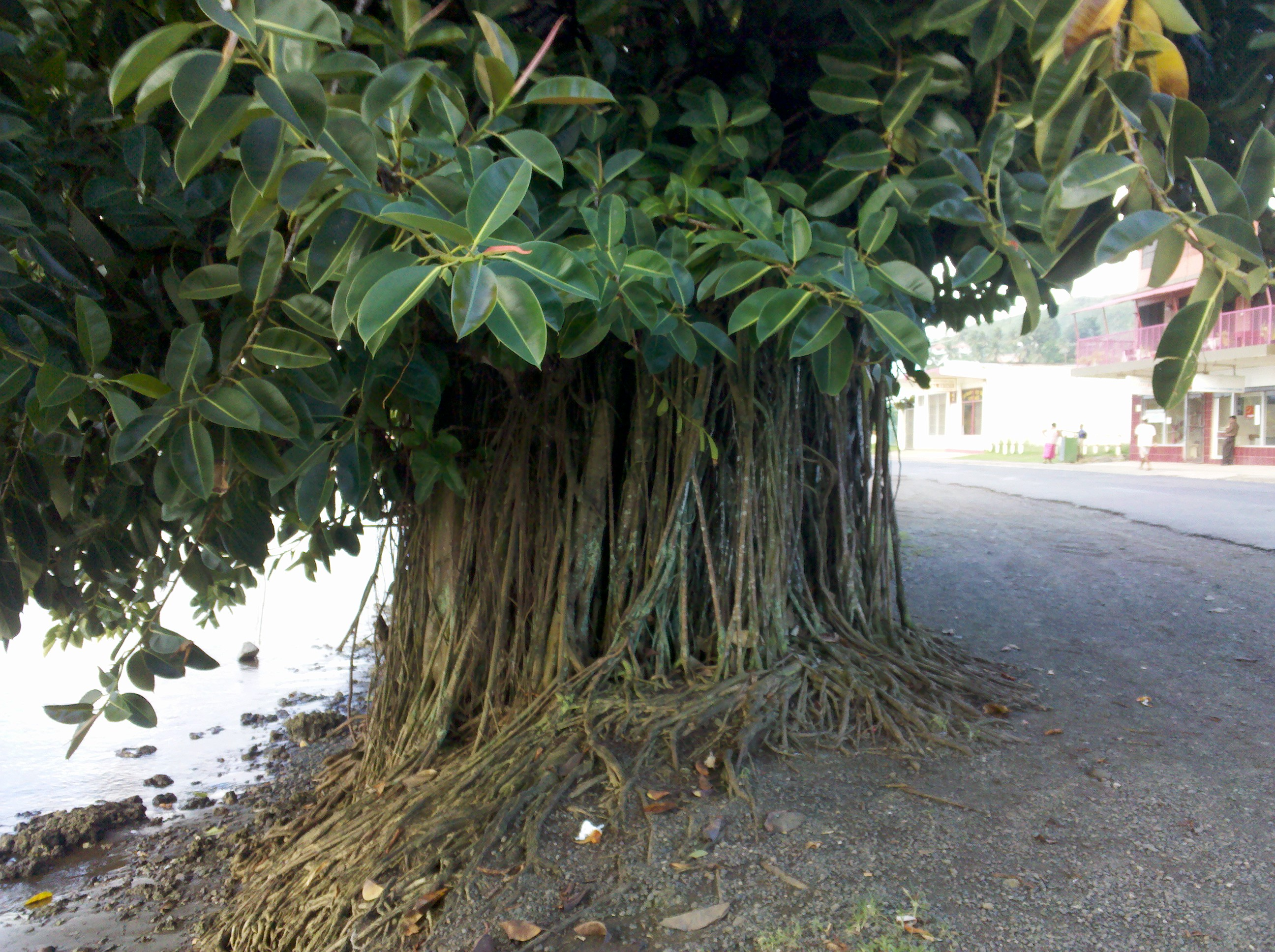
Faként
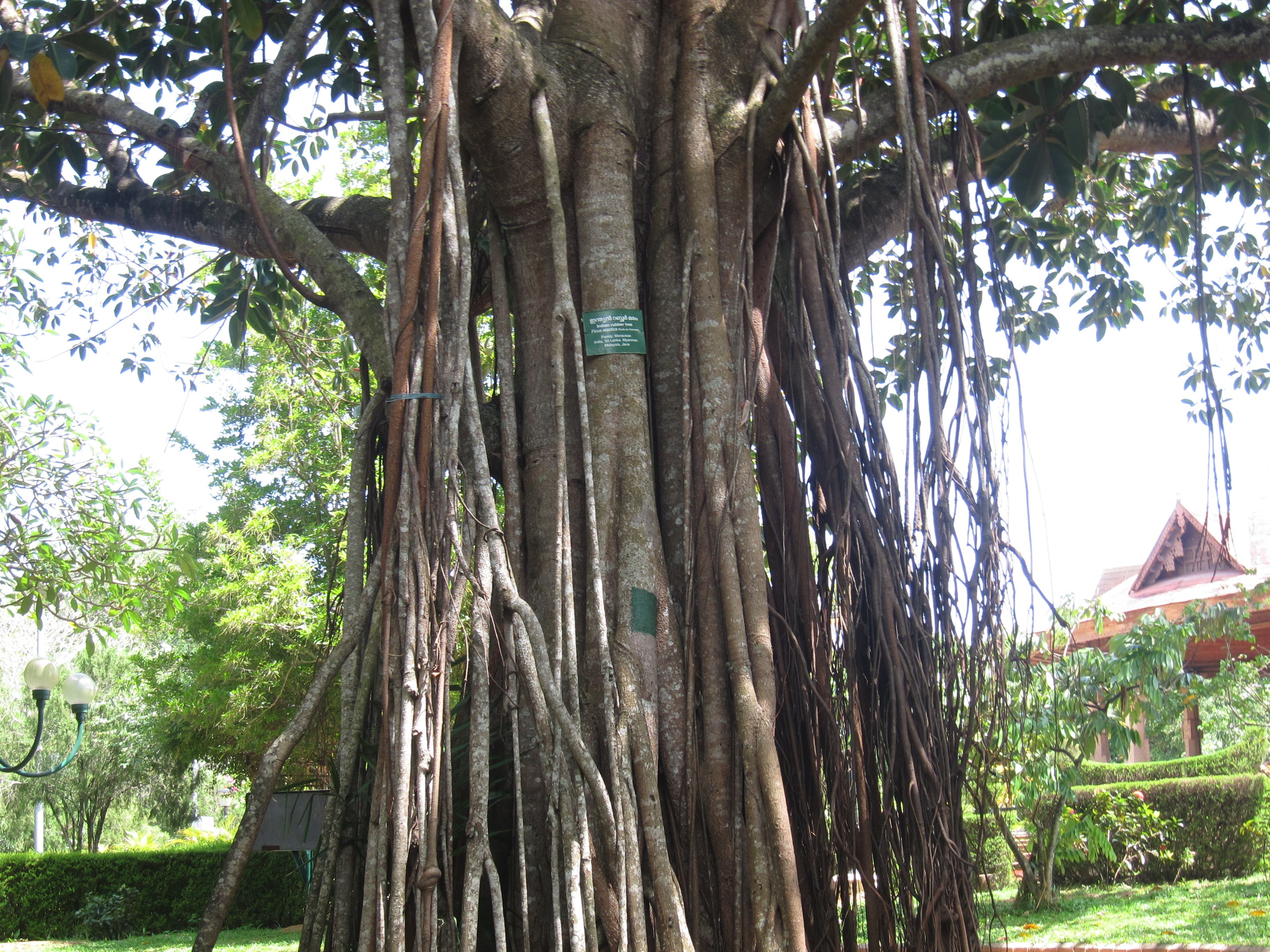
A törzséből kinövő gyökerek
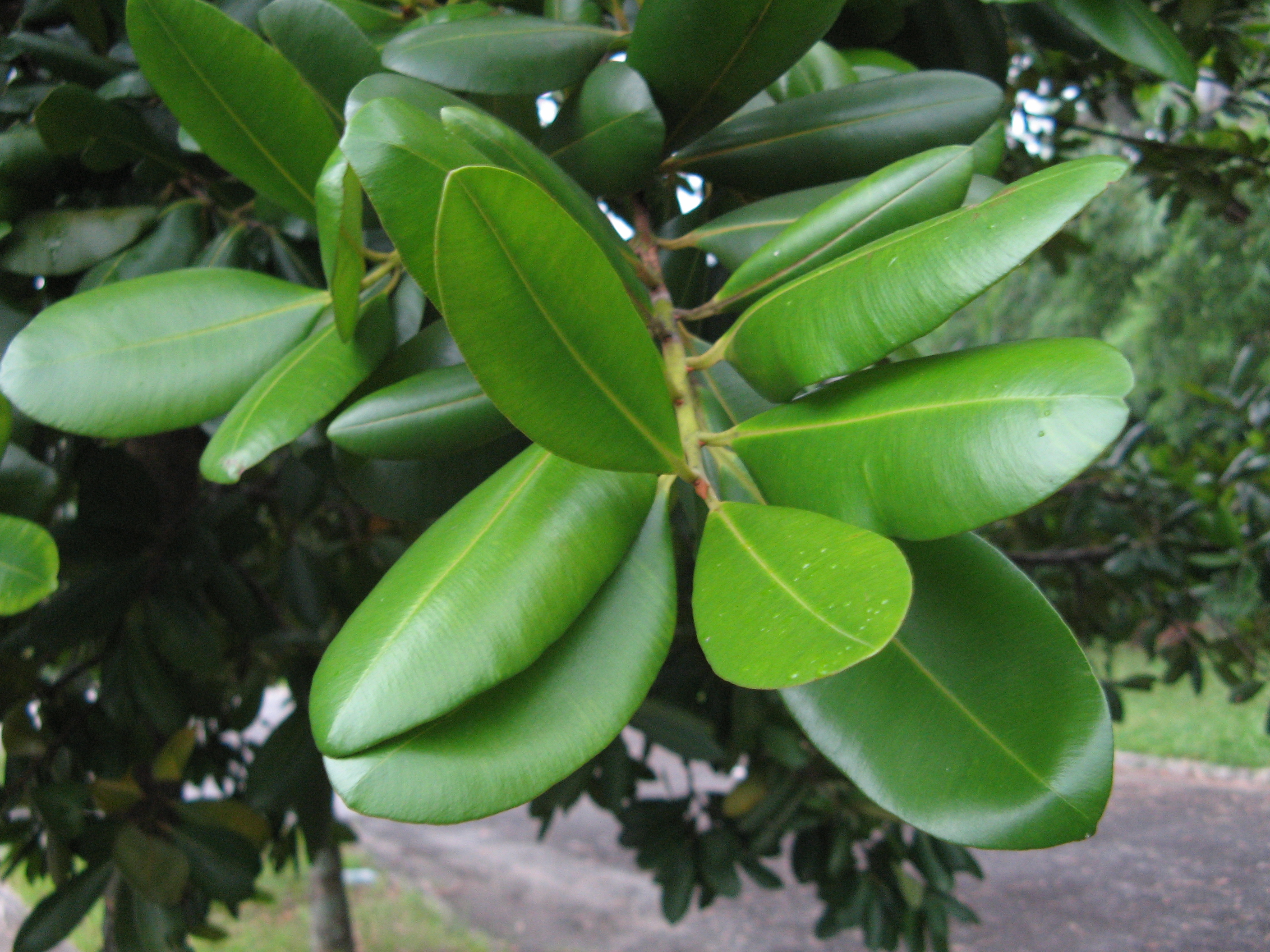
Természetes levelei
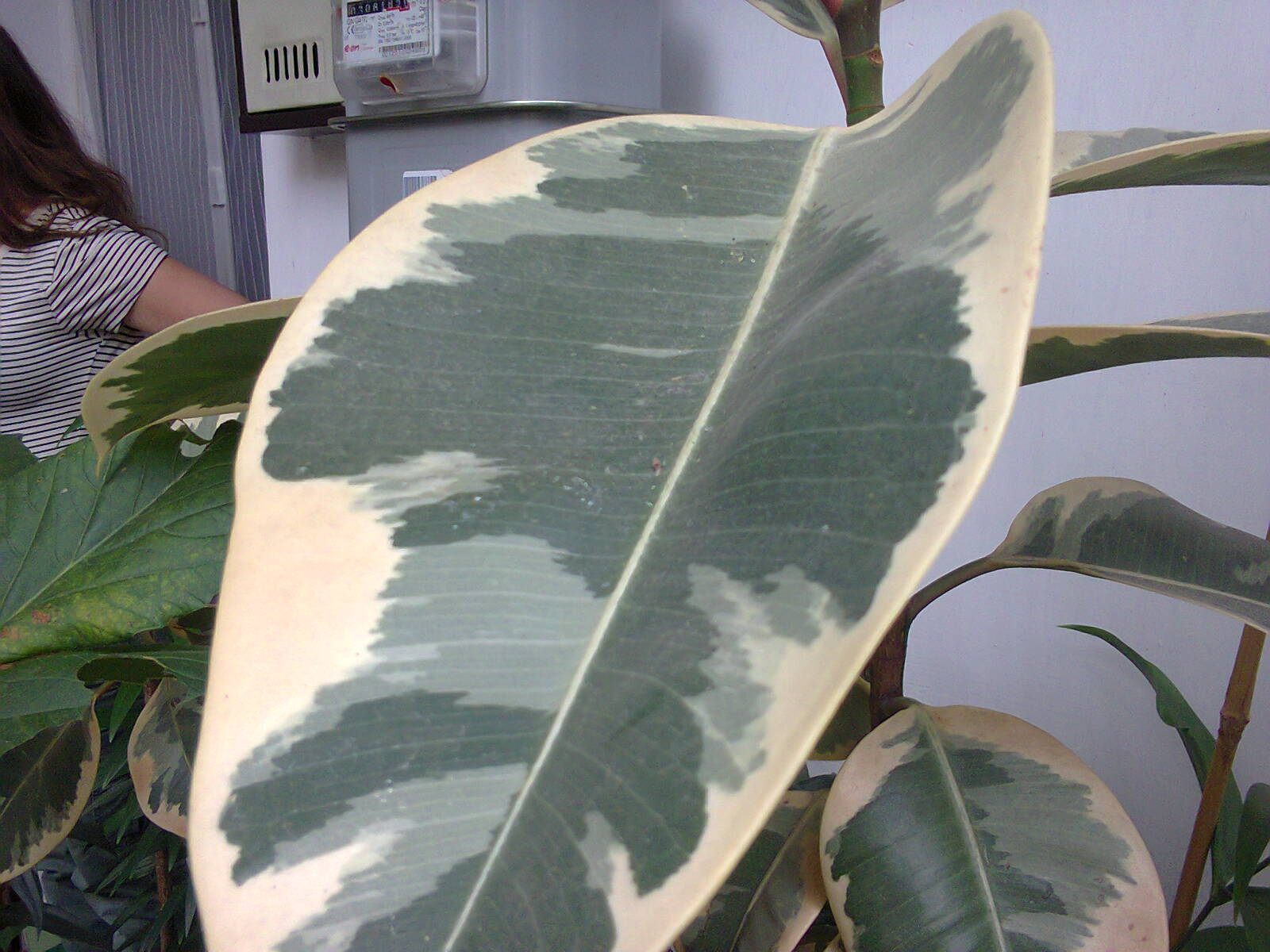
Termesztett változatának a levele

### Fordítás
- Ez a szócikk részben vagy egészben  a   Ficus elastica című angol Wikipédia-szócikk ezen változatának fordításán alapul.  Az eredeti cikk szerkesztőit annak laptörténete sorolja fel. Ez a jelzés csupán a megfogalmazás eredetét és a szerzői jogokat jelzi, nem szolgál a cikkben szereplő információk forrásmegjelöléseként.